# Marc l'Ermite
Marc l'Ermite, ou Marc le Moine, ou encore Marc l'Ascète est l'auteur de six traités ascétiques et de deux traités christologiques, supposés postérieurs à Éphèse à cause d'allusions à la controverse anti-nestorienne), ou au contraire antérieurs, à cause de traces d'origénisme. 
L'Église orthodoxe fête sa mémoire le 5 mars.

## Biographie
La biographie de saint Marc reste largement inconnue, et elle a fait l’objet de nombreuses hypothèses. Les synaxaires le confondent généralement avec Marc du désert des Cellules, qui connaissait l’Écriture sainte par cœur et auquel un ange venait donner la sainte Communion, lequel est mentionné par Palladios dans Histoire lausiaque (18, 25). D’autres l’assimilent à Marc de Penthucla en Palestine, évoqué par Jean Moschus dans son livre Le Pré Spirituel (ch. 13), ou encore à Marc d'Aréthuse ou Marc l’Athénien. D’autres auteurs récents l’identifient avec un supérieur d’un monastère d’Asie Mineure (peut-être proche de Tarse) au Ve siècle.
On ne connaît pas beaucoup de choses sur la vie de ce Père de l'Église. Le bienheureux Père Marc aurait vécu vers l’an 430. Il avait été, semble-t-il, disciple de saint Jean Chrysostome et avait acquis à son école une connaissance parfaite de l’Ancien Testament et du Nouveau Testament. Il devint ensuite moine près d’Ancyre, en Asie Mineure, et exerça la charge d’higoumène jusqu’au temps où, désirant mener des combats plus ardus, il se retira en solitaire dans le désert, où il demeura jusqu’à son repos, vers l’âge de cent ans.

## Œuvres
Marc le Moine a écrit un nombre d’œuvres dont quatre ont été reprises dans la Philocalie de saint Nicodème l'Hagiorite :
- La loi spirituelle ;
- De ceux qui pensent être justifiés par leurs œuvres ;
- Du baptême ;
- Lettre à Nicolas.

Les œuvres de Marc le Moine ont connu en français plusieurs éditions  :
- dans la Philocalie[2] ;
- dans le n° 41 de la collection « Spiritualité orientale » de l’Abbaye Notre-Dame de Bellefontaine[3] ;
- dans le n° 445 et 455 de la collection « Sources chrétiennes ».

### Sources
- Macaire, moine du Monastère de Simonopetra, Le Synaxaire. Vies des Saints de l'Église Orthodoxe.
- Marc le Moine, Traités, vol. 1, Sources chrétiennes, n° 445, Paris 1999.